# Nicholas Kergozou
Nicholas Kergozou, conhecido como Nick Kergozou (Invercargill, 29 de abril de 1996), é um desportista neozelandés que compete no ciclismo na modalidade de pista. Ganhou uma medalha de prata no Campeonato Mundial de Ciclismo em Pista de 2017, na prova de perseguição por equipas.

## Medalheiro internacional
| Campeonato Mundial | Campeonato Mundial | Campeonato Mundial | Campeonato Mundial      |
| Ano                | Lugar              | Medalha            | Competição              |
| ------------------ | ------------------ | ------------------ | ----------------------- |
| 2017               | Hong Kong ( China) | Medalha de prata   | Perseguição por equipas |